# Agrahara, Chiknayakanhalli
Agrahara là một làng thuộc tehsil Chiknayakanhalli, huyện Tumkur, bang Karnataka, Ấn Độ.